# کاربردها و بازار کار نرم‌افزار سالیدورک
سالیدورک (SolidWorks) یکی از نرم‌افزارهای پرکاربرد در حوزه طراحی به کمک رایانه (CAD) است که برای مدل‌سازی سه‌بعدی قطعات، مونتاژها و طراحی‌های صنعتی استفاده می‌شود. این نرم‌افزار در صنایع مختلفی نظیر مهندسی مکانیک، خودرو، هوافضا، تجهیزات پزشکی و طراحی محصول نقش کلیدی دارد.

## کاربردهای سالیدورک
نرم‌افزار سالیدورک امکان ایجاد مدل‌های سه‌بعدی دقیق، شبیه‌سازی رفتار قطعات تحت شرایط مختلف و تولید نقشه‌های فنی برای ساخت را فراهم می‌کند. از جمله کاربردهای رایج این نرم‌افزار می‌توان به موارد زیر اشاره کرد:
- طراحی قطعات صنعتی و ماشین‌آلات
- شبیه‌سازی تحلیل‌های تنشی و حرارتی
- طراحی قالب و مدل‌سازی مونتاژ
- طراحی و مهندسی معکوس محصولات

## بازار کار سالیدورک
در بسیاری از کشورهای جهان، مهارت کار با نرم‌افزار سالیدورک یکی از نیازهای اصلی برای استخدام در شرکت‌های مهندسی، طراحی و ساخت به شمار می‌رود. در ایران نیز بسیاری از صنایع تولیدی، خودروسازی و شرکت‌های طراحی صنعتی از این نرم‌افزار به‌عنوان ابزار اصلی استفاده می‌کنند. آشنایی با سالیدورک می‌تواند مسیر شغلی مناسبی برای دانشجویان و فارغ‌التحصیلان رشته‌های فنی و مهندسی فراهم کند.

## مسیرهای کسب درآمد با سالیدورک
کاربران ماهر سالیدورک می‌توانند از روش‌های مختلفی به درآمد برسند:
- اشتغال در شرکت‌های صنعتی و مهندسی
- اجرای پروژه‌های طراحی به‌صورت فریلنسری
- ارائه آموزش به دیگران (حضوری یا آنلاین)
- طراحی و فروش فایل‌های آماده در پلتفرم‌های بین‌المللی
- همکاری با مراکز تولیدی و کارگاه‌های ساخت قطعه